# شلوح، حمص
شلوح (به عربی: شلوح) یک روستا در سوریه است که در استان حمص واقع شده‌است. شلوح ۶۶۴ نفر جمعیت دارد.